# 안니발레 카라치
안니발레 카라치(Annibale Carracci, 1560년 11월 3일~1609년 7월 15일)는 이탈리아의 초기 바로크 시대 화가이다.

## 생애

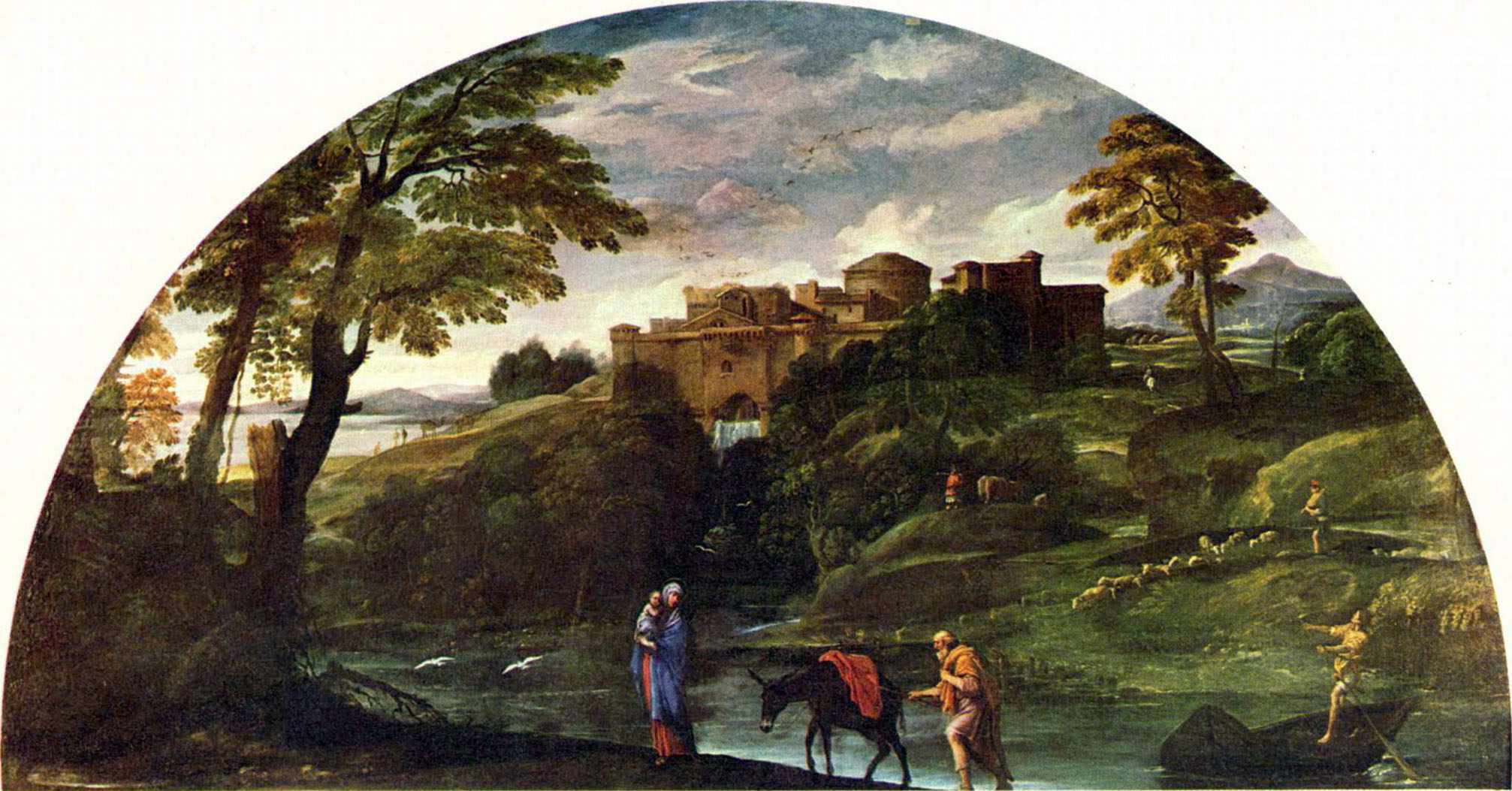
The Flight into Egypt, 안니발레 카라치 (1603년작).

안니발레 카라치는 볼로냐에서 태어나 당시의 관습을 따라 가족들의 일을 도우며 유년시절을 보냈다. 1582년, 안니발레와 그의 형인 아고스티노 카라치, 그리고 사촌형인 루도비코 카라치(Ludovico Carracci)와 함께 화실을 열었다. 화실의 이름은 Academy of Desiderosi로, Desiderosi란 명예와 배움을 향한 열망이란 뜻이다. ('새로운 길을 열다'라는 뜻으로 해석되기도 한다.) 그들이 기초적인 플로렌스 방식의 제도공의 기술에 많은 비중을 두고 있었는데, 거장 라파엘로와 안드레아 델 사르토가 그들의 좋은 모범이 되었다. 또한 그들의 스타일은 희미하게 빛나는 색과 물체의 테두리가 안개가 낀듯한 효과를 보이고 있어 베네치아의 여러 화가들의 관심을 끌게 되었다. 이러한 절충주의는 바로크 에밀리안이나 볼로냐 화파에 속했던 화가들의 고유한 특성이 되었다.
볼로냐에서의 그들이 제작한 초기작품에서는 각각의 사람들이 했던 개인적인 기여를 가려내는 것이 힘들다. 예를 들면 볼로냐의 파바 성(Palazzo Fava)의 벽에 그려진 이아손의 이야기를 묘사한 프레스코(1583-84년작)벽화에는 카라치라는 이름이 표시되어 있으며, 그 서명은 그들이 모두 이 작품의 완성에 기여했음을 보여주고 있는 것이다. 1585년, 안니발레는 볼로냐의 산 그레고리오(San Gregorio) 교회의 제단을 장식할 작품'Baptism of Christ(그리스도의 세례'를 완성한다. 그는 1587년에 산 로코 와 레지오 에밀리아 교회를 위해 '성모 승천(Assumption)'을 그렸다.
1587-1582년 동안 안니발레는 파르마과 베니스를 여행했다고 하며, 베니스에서 그의 형인 아고스티노와 합류하게 되었다. 1589년에서 1592년까지 안니발레 카라치와 그의 형, 그리고 사촌이었던 루도비코는 볼로냐의 마그나니 성(Palazzo Magnani)의 벽에 그려진 프레스코 'Founding of Rome(로마의 건국)'를 완성했다. 1592년, 그는 산 프란세스코의 보나소니 성당(Bonasoni chapel)을 위해 '성모 승천(Assumption)'을 그렸다. 1593년, 안니발레는 루치오 마사리와 공동작업으로 'Virgin on the throne with St. John and St. Catherine(왕관을 쓴 성모와 성 요한과 성 카테리나)'를 그리게 된다. 그가 작업한 'Resurrection of Christ(그리스도의 부활)' 역시 1593년에 완성되었으며, 이후 1594년까지 안니발레와 그의 형, 사촌은 함께 볼로냐의 팔라초 삼피에리(Palazzo Sampieri)의 프레스코 작업을 하게 된다.

## 팔라초 파르네세(Palazzo Farnese)의 프레스코
안니발레는 볼로냐의 여러 프레스코 작업에서 보여준 뛰어난 능력을 인정받아 파르마 공작, 라누치오 1세 파르네세(Ranuccio I Farnese)의 천거를 받아 남동생 오도아르도 파르네세 추기경(the Cardinal Odoardo Farnese)의 피아노를 장식하는 일을 맡게 되었다. 1595년 11월에서 12월까지 안니발레와 형 아고스티노는 로마를 여행하며 헤라클레스의 이야기를 그린 'Camerino'를 작업하기 시작했다.
한편 안니발레는 완성작을 위해 100여장의 구상 스케치를 그리고 팀을 고용했는데, 이 스케치들은 성의 큰 홀의 천장에 그려질 'The Loves of the Gods(신들의 사랑; 혹은 지오바니 벨로리에 의하면 'Human Love governed by Celestial Love')'의 quadri riportati를 위한 스케치들이었다. 천장에 그려진 이 작품은 환상적인 요소들이 풍부하지만, 작품의 주된 이야기는 르네상스 시대의 전통적 장식이 달린 액자 형태의 틀로 둘러싸여 있으며, 미켈란젤로가 시스틴 성당(Sistine Ceiling)의 천장에 그린 작품과 라파엘로가 바티칸(Vatican Logge)과 파르네시아 빌라(Villa Farnesia)에 그린 프레스코에서 크고 작은 영감을 많이 얻은 것으로 보인다. 그의 작품은 훗날 바로크의 환상적인 스타일에 많은 영향을 미치게 되었다. 다음 세대의 안드레아 포조(Andres Pozzo)나 굴리(Gaulli)는 콘포나(Conforna)와 란프란코(Lanfranco)의 거대한 프레스코에서 보여지는 역동성에 많은 영향을 받았다.
17세기에서 18세기에 이르기까지 파네스의 천장은 당시 프레스코 작품들 중에서 어느 것에 견줄 수 없을 만큼 걸작이라 여겨졌다. 이 작품은 단순한 무늬와 패턴으로 장식된 영웅상을 그린 디자인만이 아니라, 기술적인 절차에서도 좋은 모범을 보이고 있다. 안니발은 100여장이 넘는 구상 스케치를 그리는 이러한 방식은 역사적인 장면을 그리는 데 있어 가장 기초적인 단계가 되었다.

## 카라바조와의 대조

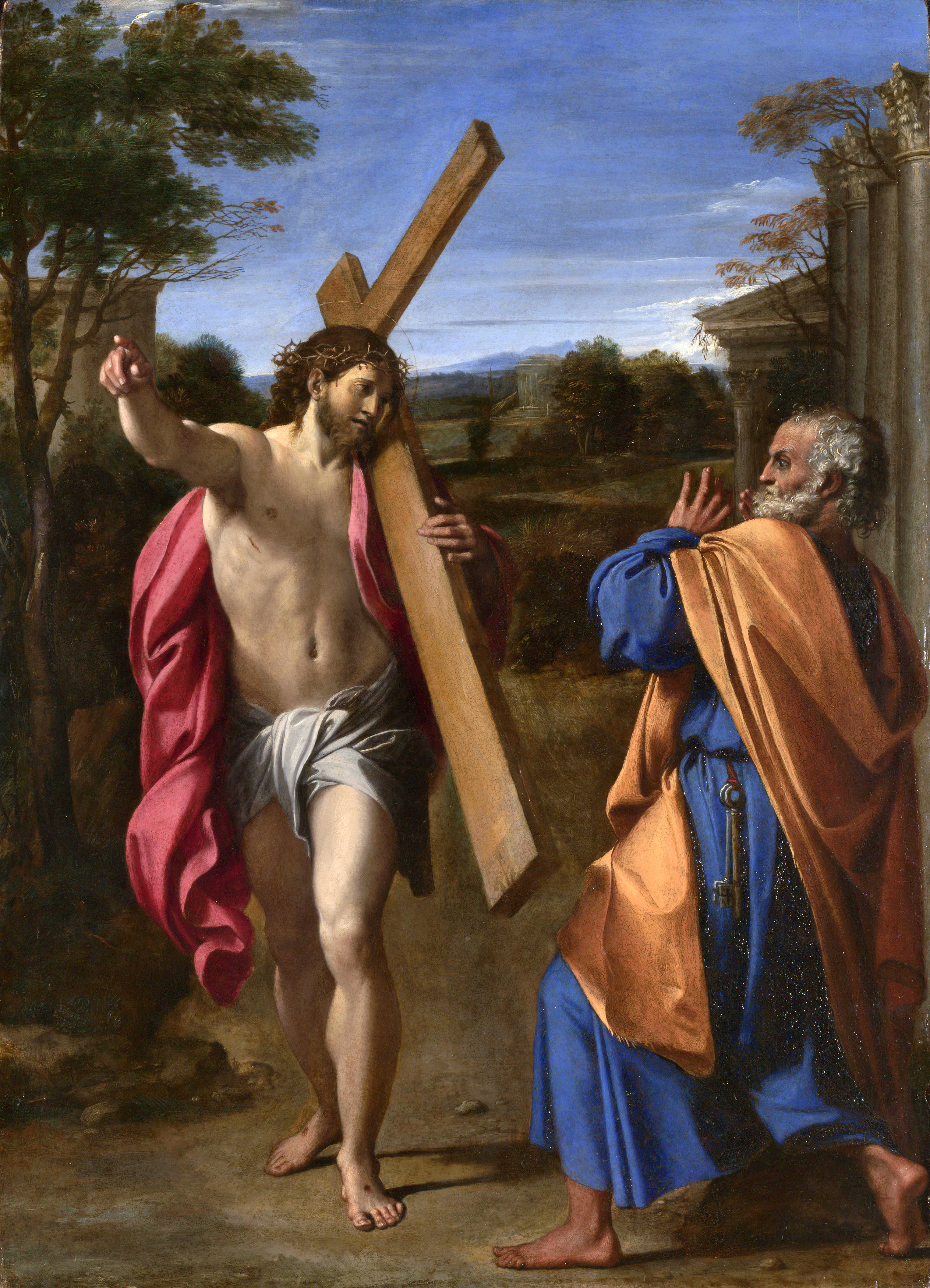
카라치의 "Domine, Quo Vadis" (예수와 성 베드로).

17세기의 비평가 조반니 벨로리(Giovanni Bellori)는 그의 조사서 'Idea'에서 카라치를 이탈리아 화가의 귀감이라 칭찬하고 있다. 그는 바로크 시대의 화가들의 전기를 집필한 작가로 라파엘로나 미켈란젤로를 르네상스 미술사의 중심으로 이끌어낸 데에 큰 공을 한 인물이다. 그는 카라바조의 화가로서의 재능을 인정하는 한편, 크게 문제되었던 카라바조의 거친 품행과 성격을 뒤로하고서라도, 그의 지나치게 사실적인 묘사에 큰 유감을 표시했다. 지오바니는 그리하여 이후 바로크 시대를 풍미했던 카라바조의 스타일에 대해 좋지 않은 시각으로 바라보았다. 화가들은 플라토의 이상적인 미를 추구해야 하지 로마의 길거리를 걷는 아무개를 그리는 것이 아니라는 것이 그의 생각이었기 때문이다. 그러나 카라치와 카라바조의 후원자와 제자들은 그 두 사람을 비교하거나 하지는 않았다.
현대 시대의 감상자들은 카라바조의 전설에 많이 익숙하여 서양미술에 대한 카라치의 큰 공로를 무시하고 지나치는 수가 있다. 카라바조는 프레스코작업은 거의 하지 않았으나 광기에 가까울 정도로 화가에 대한 열의를 보였다. 한편 카라치는 프레스코 작업으로 명예를 얻었다. 카라바조의 음영이 짙고 어둠에 쌓인 작품들은 아무래도 명상을 위한 제단 등에 어울리며 파네스와 같은 성 내부의 벽이나 천장에 그려지기에는 지나치게 어두운 것이 사실이다.
불행하게도 오늘날 미술품 감식가들은 산타 마리아 교회(Santa Maria del Popolo)안의 세라시 예배당(Cerasi Chapel)으로 순례여행을 가면서도 카라치의 '성모 승천(Assupmtion of the Virgin : 1600-1601년작)'과 같은 걸작은 무시하고 카라바조의 작품을 더 주시하는 경향이 있다. 카라치의 '성모 승천(Assumption)'과 카라바조의 '성모의 죽음(Death of the Virgin)'을 신학적인 관점과 예술적인 관점에서 비교해 보는 것은 매우 도움이 되는 일일 것이다. 카라치는 일찍이 혁신적인 선구자로, 미켈란젤로의 프레스코 속 표현 형식을 재발견하고 더 나아가 근육질의 육체를 화려한 풍경 속에 세우는 구도를 사용했다. 이 구도 방식은 후에 매너리즘 작품들에 엉켜들게 된다. 미켈란젤로가 뒤틀고 구부린 육체를 어떤 각도에서든 훌륭하게 표현할 수 있었다면, 파네스의 프레스코에서 보여주는 카라치가 그린 인물들은 마치 춤을 추는 것과 같다.

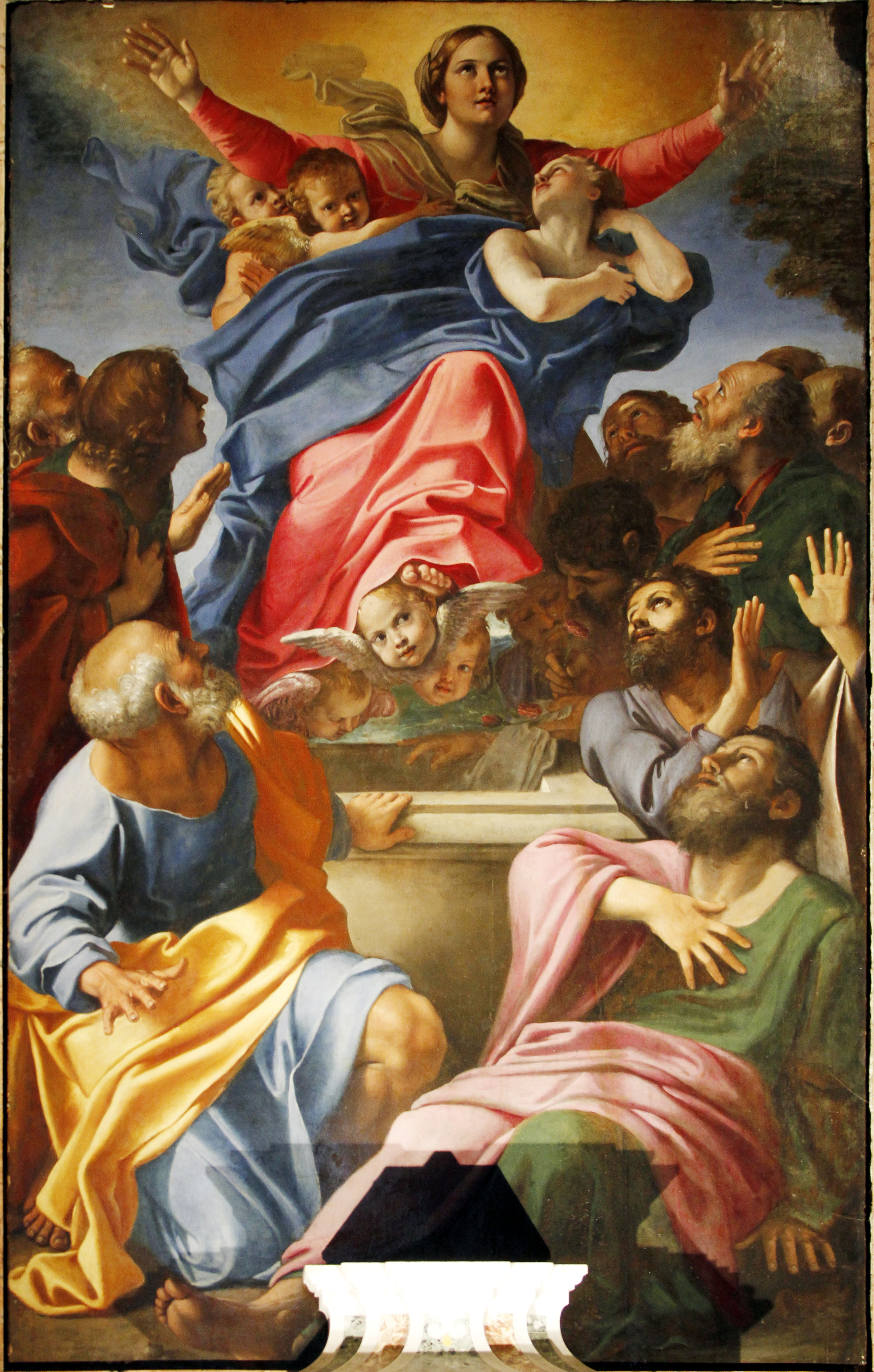
동정녀 성모 마리아의 승천, 안니발 카라치, in Santa Maria del Popolo, 로마.

이후의 시대에서 전반적인 바로크 예술은 신고전주의 비평가인 빙켈만이나 존 러스킨의 비평을 받게 된다. 이들은 카라바조의 추종자는 아니었지만 이때 카라치는 상당한 비난을 받는 불명예를 당했는데, 이유는 그가 거장 라파엘로의 경쟁자로 보였기 때문이었다.

## 풍경화, 풍속화와 드로잉
1595년 7월 8일, 안니발레는 'San Rocco distributing alms'(Dresden Gemaldegaleirie 소장)를 완성했다. 로마에서의 그의 주요작품에는 'Domine, Quo Vadis?'(1602년작)가 있다. 이 작품은 인체의 구도나 어떠한 포즈에 대한 정밀함으로 후에 니콜라 푸생에게 많은 영향을 끼쳤는데, 훗날에는 더 나아가 이야기를 암시하는 행동이나 동작을 그려내는 방식으로 발전하게 되었다.
카라치는 주제를 정하는 폭이 넓었다. 그는 풍경화, 풍속화와 초상화도 많이 그렸다. 그는 이탈리아 화가로서는 처음으로 배경의 풍경을 인물보다 처음 그린 뒤 인물을 그리는 방식을 도입했는데, 이 방식을 사용한 좋은 예로는 'The Flight into Egypt'가 있다. 이 작품은 그의 제자인 도메니키노와 로레인(Lorraine)에게 많은 영향을 끼쳤다.
또한 카라치의 캐리커쳐나 초기 풍속화에서는 비교적 형식적이지 않고 격식 없는 스타일을 보여주고 있다. 특히나 그의 초기 풍속화에서는 생생한 관찰력과 자유로운 터치가 돋보인다. 이러한 예로는 'The Butcher's Shop'과 ;The Beaneater'가 있다. 카라치는 전기 작가들에 의하면 옷차림에 그다지 신경쓰지 않았으며 그의 작업에 굉장히 열중했다고 한다.

## 우울한 기질 속에서

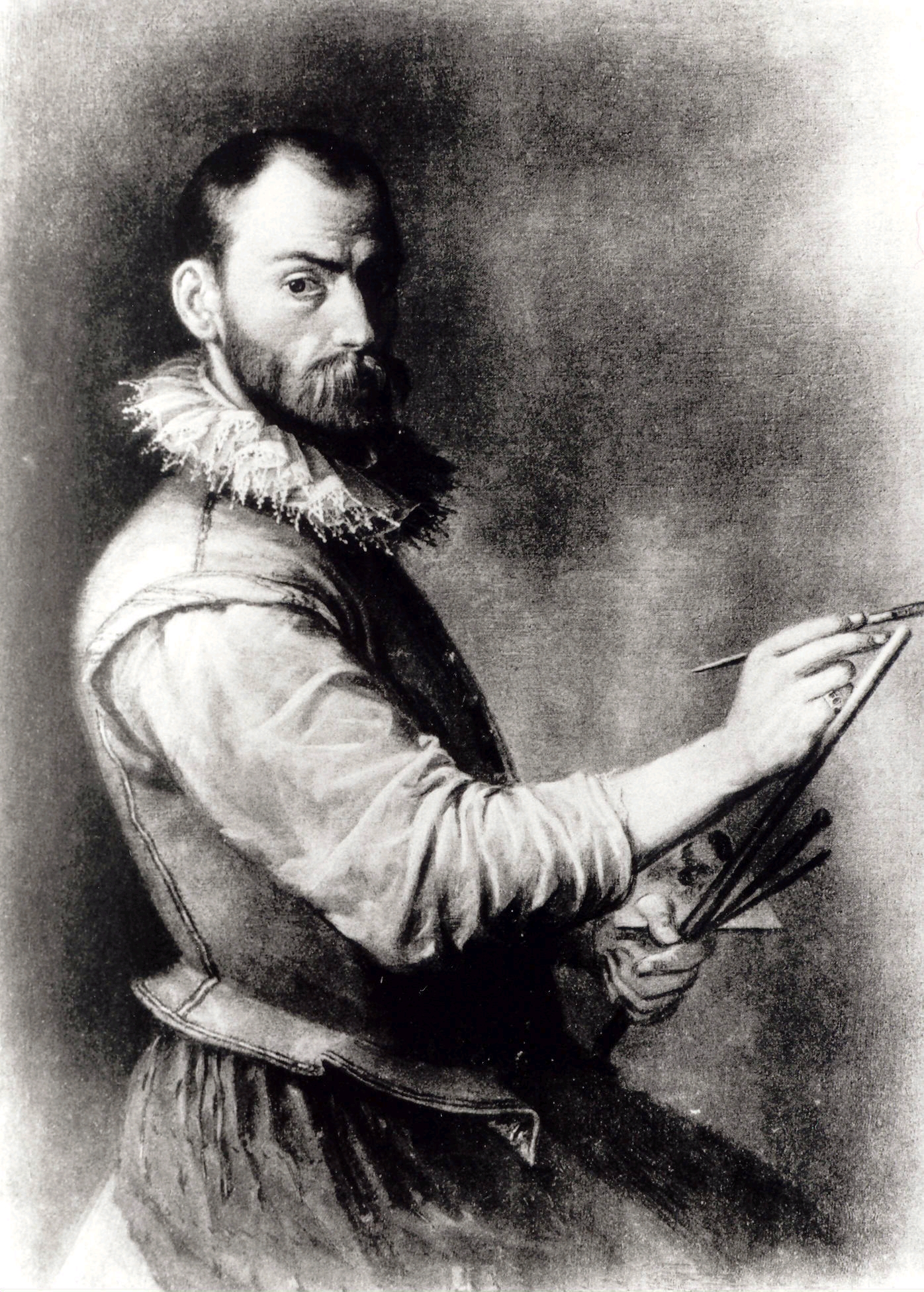
자화상 안니발레 카라치

파네스 성의 대 작업 이후 안니발레가 얼마나 많은 작업을 했는가는 분명하지 않다. 1606년, 안니발레는 'Madonna of the bowl' 위에 사인했다. 그러나 같은 해 4월에 쓰여진 편지에서 오도아르도 파르네세 추기경(the Cardinal Odoardo Farnese)은 안니발레의 "극도의 우울한 기질"이 그의 작업활동을 방해하고 있다고 쓰고 있다. 1607년에 안니발레는 모데나 공작 (the Duke of Modena)을 위해 그리고 있던 'Nativity'를 결국 완성하지 못했다. 1608년에 발견된 노트에서 안니발레는 그의 제자에게 그가 스튜디오에서 적어도 2시간 이상 있을 것이라고 다짐하는 글을 쓰고 있다.
어째서 그가 이 시기에 붓을 놓아야 했는가에 대해서는 여러 의견이 분분하다.
1609년 안니발레는 죽음을 맞이했고 그의 유언에 따르면 로마의 파테온에 있는 라파엘로의 무덤 근처에 묻혔다고 한다. 안니발레의 업적에 대해서는 베르니니나 니콜라 푸생, 루벤스의 극찬에서도 알 수 있듯이 그 공로가 크다. 파네스 성과 헤레라 예배당(Herrera Chapel)에서 그를 도와주었던 그의 제자와 조력자들은 훗날 뛰어난 화가가 되었다. 이들 중에서는 도메니키노, 프란체스코 알바니(Francesco Albani), 조반니 란프란코(Giovanni Lanfranco), 도메니코 비올라(Domenico Viola), 귀도 레니, 시스토 바달로치오(Sisto Badalocchio) 등이 있다.

## 작품 연대기
- Assumption of the Virgin (c. 1590) 캔버스에 오일, 130 x 97 cm, 프라도 미술관
- The Baptism of Christ (1584) 캔버스에 오일, 샌 그레고리오, 볼로냐
- The Beaneater (1580-1590) 캔버스에 오일, 57 x 68 cm, 로마 콜론나 미술관
- Butcher's Shop (1580s) 캔버스에 오일, 185 x 266 cm, Christ Church Picture Gallery, 옥스퍼드
- Crucifixion (1583) - 캔버스에 오일, 305 x 210 cm, Santa Maria della Carità, 볼로냐
- Descent From the Cross (1580-1600) St. Ann's, 맨체스터
- Fishing (before 1595) 캔버스에 오일, 136 x 253 cm, 루브르 박물관
- Hunting (before 1595) 캔버스에 오일, 136 x 253 cm, 루브르 박물관
- The Laughing Youth (1583) 종이에 오일, 로마 보르게세 미술관
- Madonna Enthroned with St Matthew (1588) 캔버스에 오일, 384 x 255 cm, Gemäldegalerie, Dresden
- The Mystic Marriage of St Catherine (1585-1587) 캔버스에 오일, 나폴리 카포디몬테 미술관
- Venus, Adonis and Cupid (c. 1595) 캔버스에 오일, 212 x 268 cm, 마드리드 프라도 미술관
- River Landscape (c. 1599) 캔버스에 오일, National Gallery of Art, 워싱턴 D.C.
- Venus and Adonis (c. 1595) 캔버스에 오일, 217 x 246 cm, Kunsthistorisches Museum, 빈
- Venus with a Satyr and Cupids (c. 1588) 캔버스에 오일, 112 x142 cm, 피렌체 우피치 미술관
- The Virgin Appears to the Saints Luke and Catherine (1592) 캔버스에 오일, 401 x 226 cm, 루브르 박물관, 파리
- 로마 파르네세궁의 프레스코 (1597년-1605년)
- Assumption of the Virgin Mary (1600-1601) 캔버스에 오일, 245 x 155 cm, Santa Maria del Popolo, 로마
- Lamentation of Christ (1606) 캔버스에 오일, 92,8 x 103,2 cm, 런던 대영박물관
- The Flight into Egypt (1603) 캔버스에 오일, 122 x 230 cm, Galleria Doria Pamphilj, 로마
- The Choice of Heracles (c. 1596) 캔버스에 오일, 167 x 273 cm, 나폴리 카포디몬테 미술관
- Mocking of Christ (c. 1596) 캔버스에 오일, 60 x 69,5 cm, Pinacoteca Nazionale
- Pietà (1599-1600) 캔버스에 오일, 156 x 149 cm, 나폴리 카포디몬테 미술관
- Domine quo vadis? (1601-1602) 캔버스에 오일, 77,4 x 56,3 cm, 런던 대영박물관
- Rest on Flight into Egypt (c. 1600) 캔버스에 오일, diameter 82,5 cm, Hermitage Museum, 세인트피츠버그
- Self-Portrait in Profile (1590s) 캔버스에 오일, 피렌체 우피치 미술관
- Self-portrait (c. 1604) 나무 위에 오일, 42 x 30 cm, Hermitage Museum, 세인트 피츠버그
- The Martyrdom of St Stephen (1603-1604) 캔버스에 오일, 51 x 68 cm, 루브르 박물관
- Triptych (1604-1605) 구리 판 위에 오일, 37 x 24 cm (중앙 패널), 37 x 12 cm (양쪽 날개 패널), Galleria Nazionale d'Arte Antica, 로마
- Holy Women at the Tomb of Christ 캔버스에 오일, Hermitage Museum, 세인트 피츠버그
- Atlante Sanguine, 루브르 박물관
- Drawings (exhibit, National Gallery of Art)

## 참고 자료
- Catholic Encyclopedia: Carracci
- Wittkower, Rudolph (1933). "이탈리아의 예술과 건축, 1600-1750" Pelican History of Art, 1980, Penguin Books Ltd, 57-71
- Gianfranco, Malafarina (1976). L' opera completa di Annibale Carracci, preface by Patrick J. Cooney. Rizzoli Editore, Milano.
- Keazor, Henry (2007). Il vero modo. Die Malereireform der Carracci, 2007, Gebrueder Mann Verlag.